# Francisco Villa (Huimanguillo)
Francisco Villa es una localidad del municipio de Huimanguillo ubicado en la subregión de la Chontalpa del estado mexicano de Tabasco.

## Geografía
La localidad de Francisco Villa se sitúa en las coordenadas geográficas 17°46′46″N 93°54′28″O / 17.779444, -93.907778, a una elevación de 21 metros sobre el nivel del mar.

## Demografía
Según el Conteo de Población y Vivienda 2020, efectuado por el Instituto Nacional de Estadística y Geografía, la localidad de Francisco Villa tiene 205 habitantes, de los cuales 109 son del sexo masculino y 96 del sexo femenino. Su tasa de fecundidad es de 2.88 hijos por mujer y tiene 54 viviendas particulares habitadas.
| Gráfica de evolución demográfica de Francisco Villa entre 1990 y 2020 |
|                                                                       |
| INEGI.                                                                |